# جوني ماكيلا
جوني ماكيلا (بالفنلندية: Joni Mäkelä)‏ (28 سبتمبر 1993 - ) هو لاعب كرة قدم فنلندي في مركز الوسط.

## وصلات خارجية
- جوني ماكيلا على موقع قاعدة بيانات كرة القدم.إي يو (الإنجليزية)